# Ennearthron abeillei
Ennearthron abeillei is een keversoort uit de familie houtzwamkevers (Ciidae). De wetenschappelijke naam van de soort werd in 1914 gepubliceerd door Caillol.